# Владимир Забродски
Владимир Забродски (чеш. Vladimír Zábrodský; Праг, 7. март 1923 — Шведска, 20. март 2020) је био чехословачки хокејаш на леду и један од најбољих чешких играча у периоду 1940-их и 1950.их година. Играо је на позицији централног нападача. Члан је хокејашке куће славних ИИХФ-а и куће славних чешког хокеја. Као свестрани спортиста играо је и тенис, а забележио је и 10 наступа као члан чехословачке репрезентације у Дејвис купу (1948, 1955 и 1956. године).
Као капитен репрезентације Чехословачке освојио је две титуле светског првака на првенствима 1947. у Прагу и 1949. у Стокхолму, а са светских првенстава има још и бронзану медаљу са првенства 1955. у Западној Немачкој. Био је члан олимпијског тима Чехословачке који је на Зимским олимпијским играма 1948. у швајцарском Санкт Морицу освојио сребрну медаљу. У дресу репрезентације одиграо је укупно 93 утакмице уз учинак од 158 постигнутих голова.
Највећи део играчке каријере провео је у прашким клубовима ЛТЦ и Спарта са којима је освојио укупно 11 титула националног првака. Чак шест сезона је завршавао као најбољи стрелац националног првенства. Са екипом ЛТЦ-а три пута је тријумфовао и на турниру Шпенглеровог купа. За клубове је одиграо укупно 230 утакмица и постигао 306 голова.
Паралелно са играчком, започиње и трнерску каријеру, прво две године у Спарти као тренер и играч, а по окончању играчке каријере и као главни тренер у шведским клубовима ХК Лександ, ХК Регле и ХК Јургорден.
Због неслагања са политиком тадашње Комунистичке партије Чехословачке Забродски 1968. напушта земљу и преко Југославије и Швајцарске емигрира за Шведску.